# 黑人剝削電影
黑人剝削（英語：Blaxploitation，或）是於1970年代初在美國出現的一種電影類型，即剝削電影的分支，這些電影雖然受歡迎，但由於其電影角色常表現出不合理的動機或犯罪行徑而備受影評人批評。因主流電影中的黑人經常扮演配角、惡人或受害者的非主角角色，但這種類型的黑人角色能在電影中扮演著英雄定位，而廣受粉絲歡迎。該類型的創立與1970年代種族關係的重新思考相吻合。
黑人剝削電影的受眾對象原本只有非裔美国人，但這種類型的觀眾吸引力很快就跨越了種族和民族。好萊塢也意識到了在不同種族之間擴大客群的潛在利益而開始願意投資黑人剝削電影。
《綜藝》將此歸功於獨立電影《史威特貝克之歌》及好萊塢資助的《黑街神探》（均於1971年發行），其中後者發明了此類型。黑人剝削電影也是在電影原聲帶中使用放克和靈魂樂的先驅。

## 定義
含有哈林的超級誇張、誇張、粗話、極度美化的劇情及皮條客、私探和販毒者，這些或多或少地讓黑人皮條客、黑人私家偵探和黑人販毒者在白人的腐敗世界中看來相對地安全。——《紐約時報》的文森·坎比，1976年
黑人剝削電影以美國東北部和西岸為背景時，大多設定於在貧困的城市社區，且時常含有對白人角色的貶義詞，如白餅乾、白鬼。而以美國南部為背景的黑人剝削電影常常涉及奴隸制度和種族歧視。該類型的電影通常會大膽地表達自己的觀點，並利用暴力、性、毒品交易和其他衝擊性元素來吸引觀眾。這類電影通常描繪黑人主角如何戰勝「當權者」("The Man")，或挑戰由白人主宰並壓迫黑人社群的體制象徵。

## 外部連結

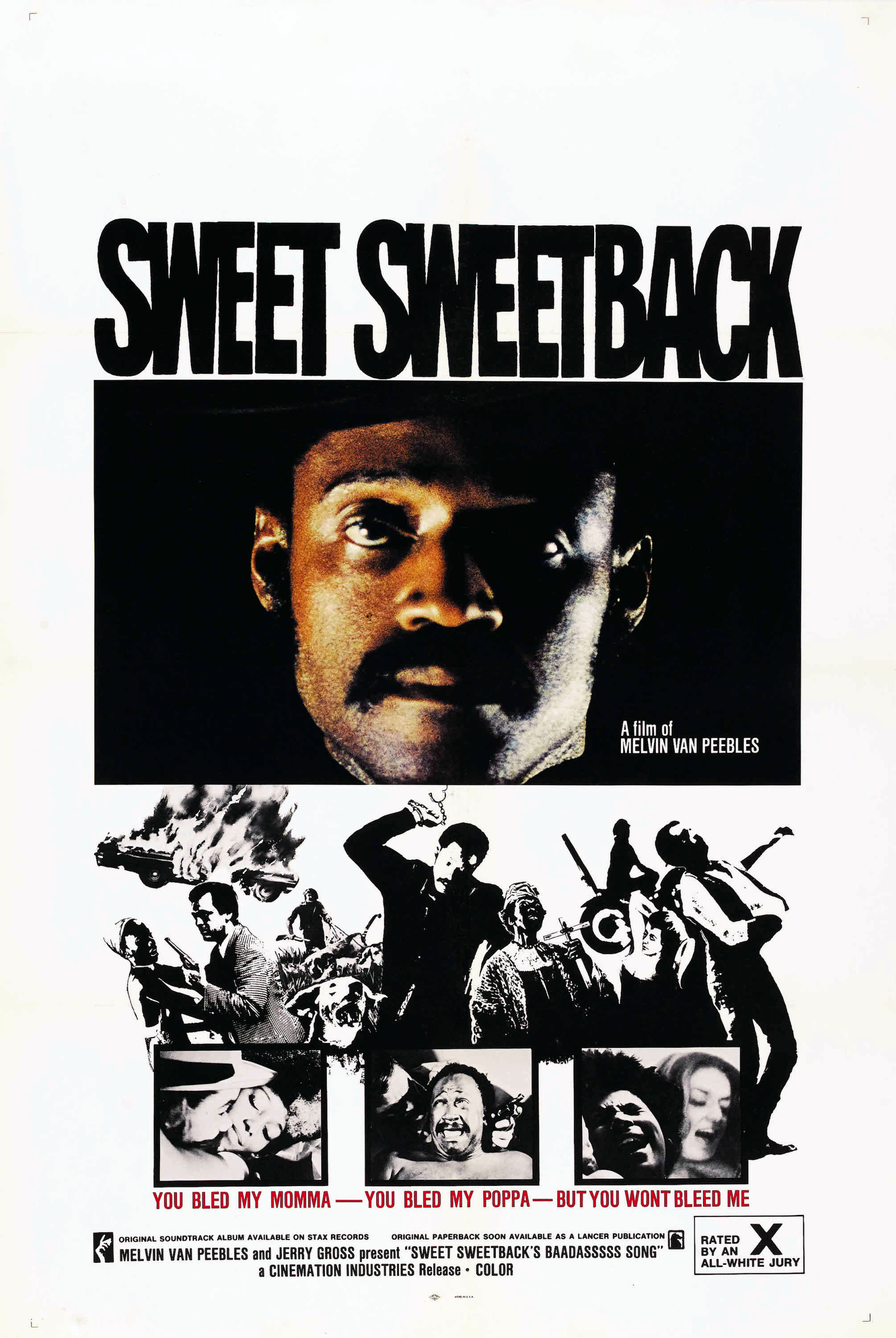
《史威特貝克之歌》（1971年）是該類型的代表作之一。

- Harvard Magazine: The Blaxploitation Era（页面存档备份，存于）